# Sonata Arctica
Sonata Arctica är ett finländskt power metal-band från Kemi bildat 1996 med namnet Tricky Beans, vilket senare ändrades till Tricky Means. År 1999 bytte bandet namn till Sonata Arctica. Gruppen har släppt 13 studioalbum, varav det senaste, Clear Cold Beyond, gavs ut i mars 2024.

## Biografi
Bandet grundades av Tony Kakko, Jani Liimatainen, Marko Paasikoski, Tommy Portimo och Pentti Peura i staden Kemi år 1996. Från början hette bandet Tricky Beans och de spelade mer hårdrock än den sorts power metal de senare blev kända för. Under bandets barndom spelade de in tre demos - dock skickades de aldrig till något skivbolag för distribution (Friend 'till the End, Agre Pamppers och PeaceMaker).

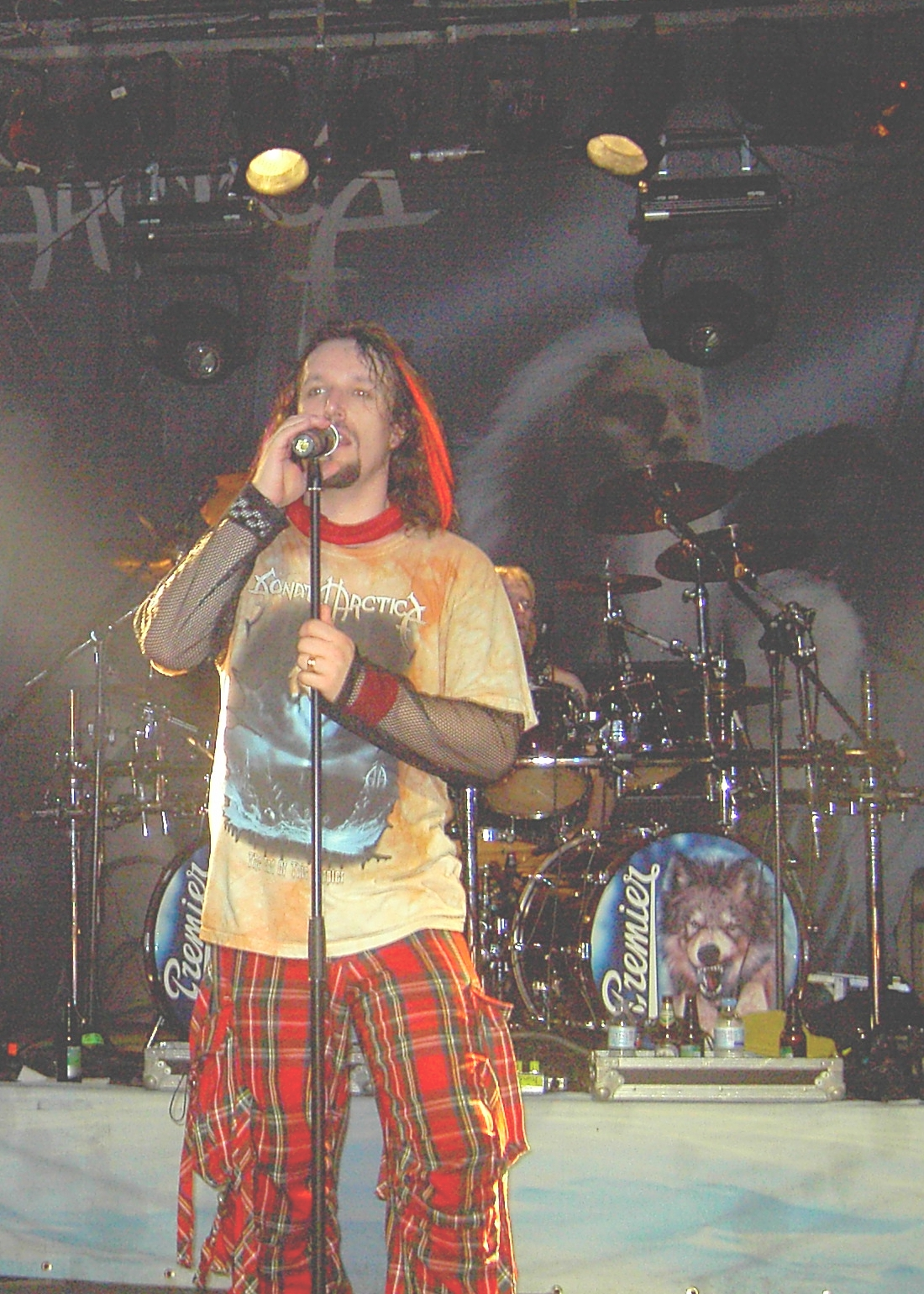
Tony Kakko

År 1997 ändrade bandet namn till Tricky Means och ändrade grundligt sin musikstil ett flertal gånger ända fram till 1999. Ändringarna bestod i att lägga stor vikt på keyboard-melodin taktfast ackompanjerad av gitarr och bas. Sångaren Tony Kakko utvecklade en ren sångstil som vilade både på falsett och tenor. Under tiden lämnade gitarristen Marko Paasikoski bandet. Tony Kakko tillkännagav att de var influerade av det finländska power metalbandet Stratovarius.
År 1999 spelade bandet in en demo med titeln FullMoon i Tico Tico Studios i Kemi vilken var deras första riktiga power-metalinspelning. Uppställningen var Tony Kakko på sång och keyboard, Jani Liimatainen på gitarr, Janne Kivilahti på bas och Tommy Portimo på trummor. Demon skickades till Spinefarm Records av en vän till bandet och kort därefter var både skivkontraktet och det nya namnet Sonata Arctica ett faktum.
Senare samma år släpptes deras första singel, UnOpened, i Finland och nådde den finländska 20-i-topplistan redan samma vecka. Inom kort hade bandet slutit kontrakt världen över och släppte sitt debutalbum Ecliptica i slutet av 1999.
Tony Kakko valde nu att fokusera helt på sången och började leta efter en ny keyboardist: Mikko Härkin (fd Kenziner) bjöds sedan in.
I början av år 2000 blev Sonata Arctica inbjudna att spela som förband till Stratovarius under deras europaturné. Marko Paasikoski återvände till bandet för att spela bas efter att Janne Kivilahti lämnat bandet efter turnén.
Från hösten 2000 till hösten 2001 jobbade bandet på sitt nästa album, Silence, som släpptes i juni 2001. Efter skivsläppet följde en stor turné genom Europa (tillsammans med Gamma Ray) och Japan. År 2002 gjorde Sonata Arctica sina första försök att slå sig in på den amerikanska marknaden genom spelningar i Brasilien och Chile. Ett livealbum (Songs of Silence) släpptes också med inspelningar från turnén i Japan.
I slutet av år 2002 lämnade Mikko Härkin bandet på grund av personliga skäl. Deras tredje album, Winterheart's Guild, var inspelat tillsammans med den garvade keyboardisten Jens Johansson (Stratovarius) som spelade in keyboardsolon medan Kakko tog hand om grunderna. Albumet släpptes år 2003.
Nu letade bandet efter en ny keyboardist och fick många ansökningar. Två valdes ut som fick provspela och efter att ha hört dem beslutade bandet att gå på deras personlighet eftersom de spelade lika bra. Testet genomfördes genom att de tillbringade en natt med en hel del drickande för att se vem som bäst passade in i bandets mentalitet. Till slut valdes Henrik Klingenberg ut och gick med i bandet lagom till deras turné efter deras senaste album. De flesta konserterna var utsålda.
Efter att deras kontrakt med Spinefarm Records gått ut fick de ansökningar från de flesta europeiska skivbolag och valde till sist ut Nuclear Blast.
Våren 2004 valdes bandet ut som förband till Iron Maidens Japanturné. Dessutom blev Tommy Portimo pappa, han fick en liten flicka i mars.
Nästa album, Reckoning Night, spelades in på tre månader och släpptes i oktober. Både singeln och EP:n toppade finska topplistor i sex veckor. En egen turné skulle följa men de blev inbjudna att spela med Nightwish på deras Europaturné och ändrade då sina planer. Konserterna hölls för publik på över tio tusen människor.

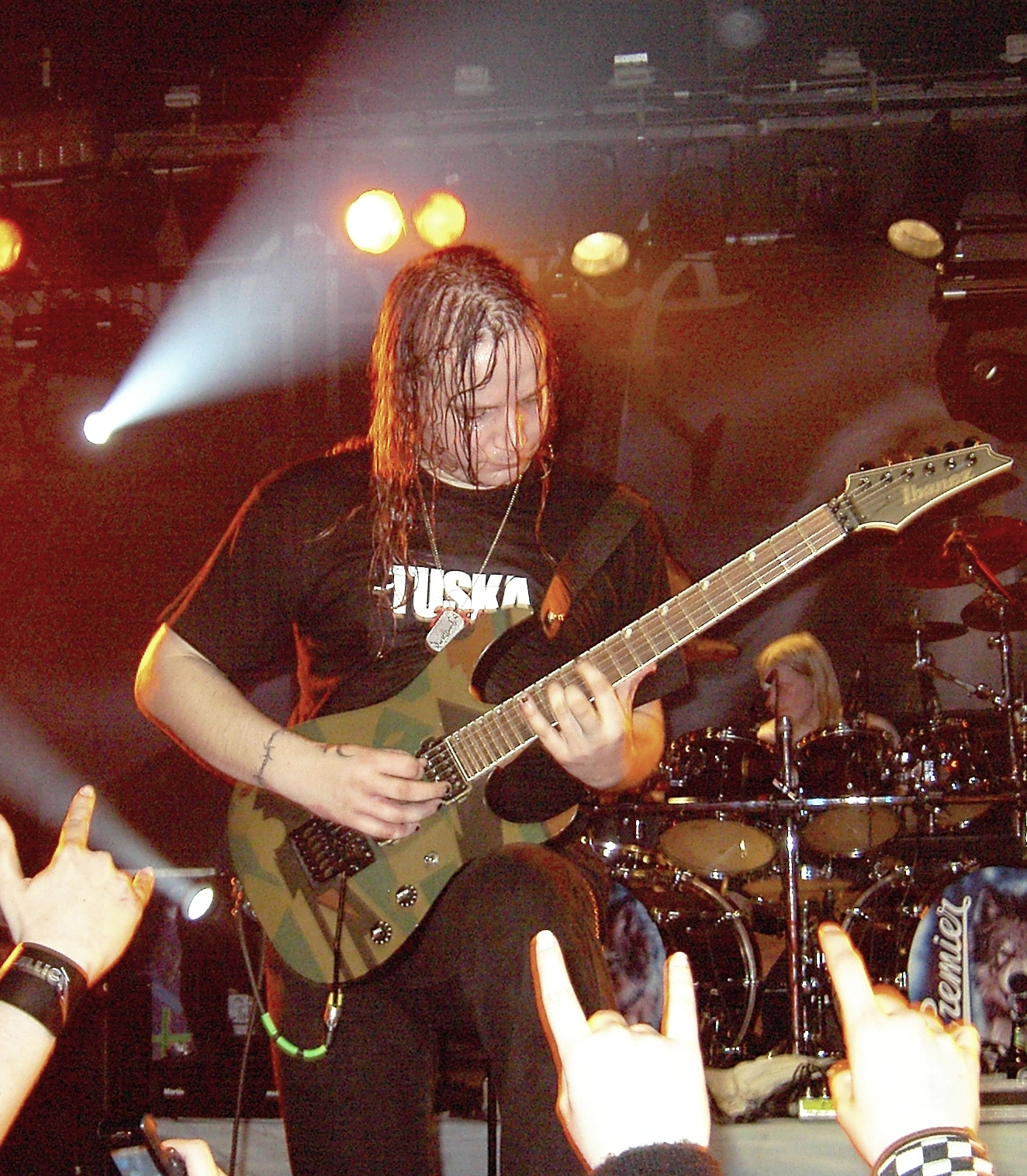
Jani Liimatainen

Tidigt år 2005 bjöd Nightwish in bandet som förband på sin nordamerikanska turné. Turnén blev inställd men medlemmarna i Sonata Arctica ville ändå göra en kort turné och spelade några konserter i Kanada och USA.
Bandet släppte sedan en live-CD och DVD med titeln For the Sake of Revenge, som spelades in i Tokyo i februari 2005 och släpptes 2006. Skivbolaget Spinefarm satte sedan ihop en skiva (The End of This Chapter) som de släppte i maj 2006 för att få ut så mycket som möjligt av kontraktet med Sonata Arctica eftersom de skulle byta skivbolag.
Ett datorspel är också planerat och kommer att vara baserat på Sonata Arcticas medlemmar och musik. Namnet på spelet kommer att bli Winterheart's Guild och kommer att vara influerat av Fallout och Diablo.

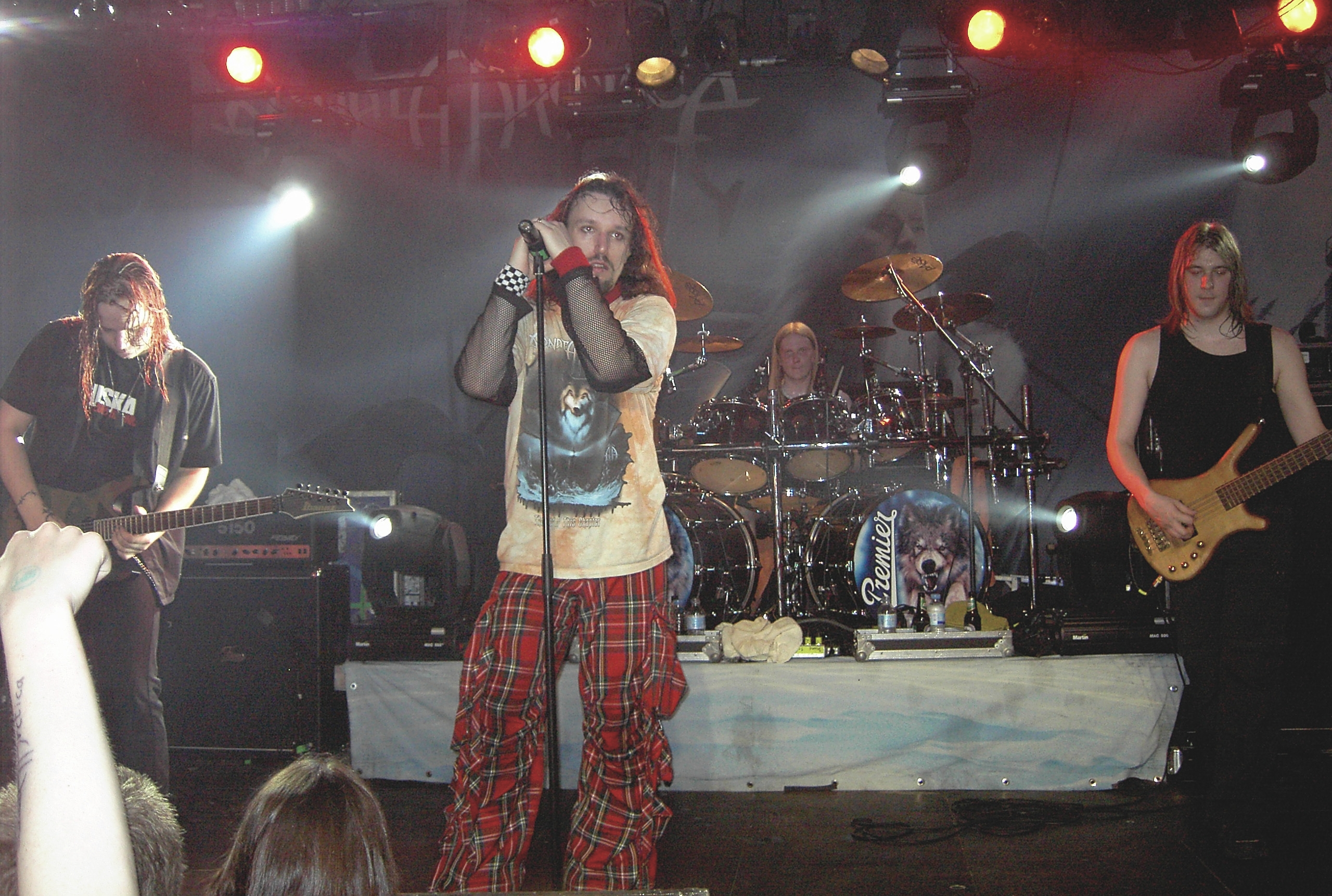
Live i Helmond 2006

I december 2006 började bandet att spela in sitt femte studioalbum, Unia. Albumet släpptes den 25 maj 2007 och den första albumsingeln, Paid In Full, släpptes 27 april 2007. En intressant sak med omslaget till Unia är att det i bakgrunden går att urskilja siluetten av en person som tittar ut genom en skreva. Personen är troligen en allusion på personen i Caleb på Unia.
2 mars 2007 tillkännagav Jani Liimatainen på sin egen webbplats att han inte kommer att spela under bandets finländska turné på grund av diverse "plikter mot samhället". Ersättare under turnén blev Elias Viljanen.
4 augusti 2007 blev det officiellt att Jani Liimatainen lämnar bandet och den 6 augusti blev Elias Viljanen ny medlem i bandet.
År 2009 släppte bandet albumet The Days of Grays, som blev det första med gitarristen Elias Viljanen, och 2012 släpptes albumet Stones Grow Her Name.
I augusti 2013 skildes Sonata Arctica från sin basist sedan tretton år, Marko Paasikoski, då han inte ville turnera längre. Ny basist blev Pasi Kauppinen, som har arbetat bakom kulisserna med bandet.

## Medlemmar

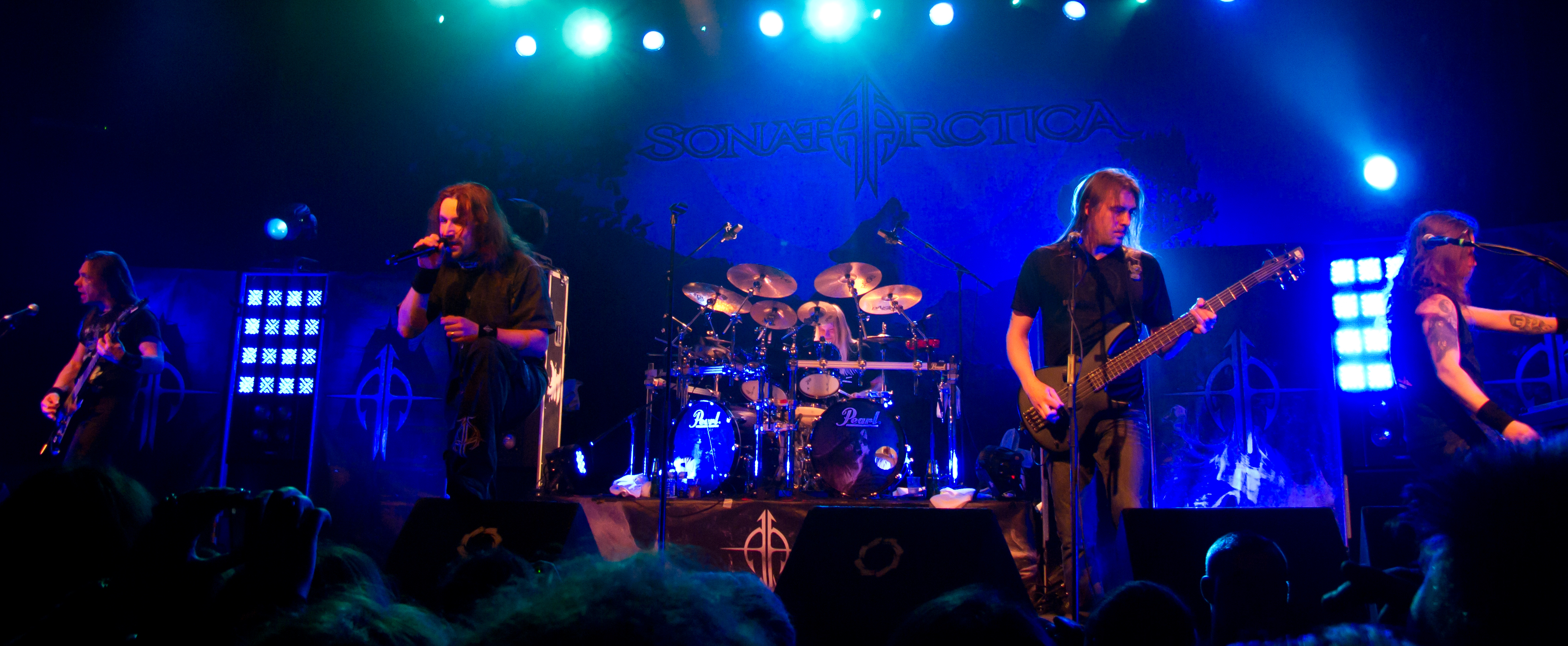
Sonata Arctica live 2011.

### Originalmedlemmar, 1999
- Tony Kakko – sång, keyboard (1999–)
- Jani Liimatainen – gitarr, bakgrundssång (1999–2007)
- Tommy Portimo – trummor (1999–)
- Janne Kivilahti – basgitarr (1999–2000)

### Ändringar i bandet
- Efter att de släppte sin andra CD 1999, bestämde Kakko sig för att koncentrera sig på sången och Mikko Härkin blev medlem i bandet som keyboardist.
- 2000 lämnade Kivilahti bandet av personliga skäl och Marko Paasikoski som tidigare varit involverad i bandet tog över rollen som basist.
- 2002 lämnade också Härkin bandet av personliga skäl. Albumet Winterheart's Guild är inspelat med Jens Johansson, från bandet Stratovarius, som gästande keyboardist.
- 2003 blev Henrik Klingenberg medlem i bandet som ny keyboardist.
- Den 6 augusti 2007 lämnade Liimatainen bandet och ersattes av Elias Viljanen. Kakko bestämde sig också för att börja spela keyboard på inspelningarna igen.
- Den 26 augusti 2013 lämnade Paasikoski bandet och ersattes av Pasi Kauppinen.

### Nuvarande medlemmar
- Tony Kakko – sång, keyboard (1999–)
- Tommy Portimo – trummor (1999–)
- Henrik Klingenberg – keyboard, bakgrundssång (2002–)
- Elias Viljanen – gitarr (2007–)
- Pasi Kauppinen – basgitarr (2013–)

### Tidigare medlemmar
- Janne Kivilahti – basgitarr (1999–2000)
- Jani Liimatainen – gitarr, bakgrundssång (1999–2007)
- Marko Paasikoski – basgitarr (2000–2013)
- Mikko Härkin – keyboard (2000–2002)

### Medlemmar i Tricky Beans / Tricky Means
- Janne Kivilahti – basgitarr (?–1999)
- Tommy Portimo – trummor (1996–1999)
- Jani Liimatainen – gitarr (1996–1999)
- Tony Kakko – sång, keyboard (1996–1999)
- Pentti Peura – basgitarr (1996–1998)
- Marko Paasikoski – gitarr (1996–1999)

## Diskografi

### Studioalbum
- Ecliptica (1999)
- Silence (2001)
- Winterheart's Guild (2003)
- Reckoning Night (2004)
- Unia (2007)
- The Days of Grays (2009)
- Stones Grow Her Name (2012)
- Pariah's Child (2014)
- The Ninth Hour (2016)
- Talviyö (2019)
- Acoustic Adventures – Volume One (2022)
- Acoustic Adventures – Volume Two (2022)
- Clear Cold Beyond (2024)

### Livealbum
- Songs of Silence - Live in Tokyo (2002)
- For the Sake of Revenge (2006)

### Minialbum
- Successor (2000)
- Orientation (2001)
- Takatalvi (2003)
- Don't Say A Word (2004)

### Singlar
- "UnOpened" (1999)
- "Wolf & Raven" (2001)
- "Last Drop Falls" (2001)
- "Victoria's Secret" (2003)
- "Broken" (2003)
- "Don't Say A Word" (2004)
- "Shamandalie" (2005)
- "Replica 2006" (2006)
- "Paid In Full" (2007)
- "The Last Amazing Grays" (2009)
- "Flag In The Ground" (2009) (endast musikvideo-singel)
- "I Have A Right" (2012)
- "Shitload Of Money" (2012)
- "Alone In Heaven" (2013)
- "The Wolves Die Young" (2014)
- "Cloud Factory" (2014)
- "Love" (2014)
- "Christmas Spirits" (2015)
- "Closer To An Animal" (2016)
- "Life" (2016)
- "A Little Less Understanding" (2019)
- "Cold" (2019)
- "First in Line" (2023)
- "A Monster Only You Can't See" (2023)
- "Dark Empath" (2023)

### Samlingsalbum
- The End Of This Chapter (2005)
- The Collection 1999-2006 (2006)
- Reckoning Night + Unia (2CD box) (2013)
- The Harvests (2007-2017) (2018)

### DVD-filmer
- For The Sake Of Revenge (2006)
- Live In Finland (2011)